# Nacissela Maurício
Nacissela Cristina de Oliveira Maurício, anche nota come Nassecela Maurício (Luanda, 2 giugno 1980), è un'ex cestista angolana.

## Carriera
Dal 2007 al 2015 ha militato nella nazionale di pallacanestro femminile dell'Angola, con cui ha disputato le Olimpiadi 2012.